# Face to Face (chanson de KAT-TUN)
Pour les articles homonymes, voir Face to Face.
Singles de KAT-TUN
Expose
(2013) In Fact
(2014)
Face to Face est le 21esingle du groupe KAT-TUN sorti sous le label J-One Records le 15 mai 2013 au Japon. Il arrive 1er à l'Oricon. Il se vend à 131 843 exemplaires la première semaine et reste classé 10 semaines pour un total de 150 107 exemplaires vendus. Il sort en format CD et CD+DVD. Face to Face se trouve sur l'album Come Here.

## Liste des titres
| 1. | Face to Face                                 | AGKY       | Andreas Johansson, Laika Leon, Quark not Dirty |  |
| 2. | Dramatic                                     | Laika Leon | Billy Marx Jr.                                 |  |
| 3. | Ano Hi no Mama (あの日のまま)                | Nai-T      | twenty forty                                   |  |
| 4. | Face to Face (Instrumental)                  |            | Andreas Johansson, Laika Leon, Quark not Dirty |  |
| 5. | Dramatic (Instrumental)                      |            | Billy Marx Jr.                                 |  |
| 6. | Ano Hi no Mama (Instrumental) (あの日のまま) |            | twenty forty                                   |  |

| 1. | Face to Face                      | AGKY              | Andreas Johansson, Laika Leon, Quark not Dirty          |  |
| 2. | Flash (solo de Junnosuke Taguchi) | Junnosuke Taguchi | Daniel Shermam, Andy Gilbert, Claire Rodrigues, TAKAROT |  |

| 1. | Flash (PV)      |  |
| 2. | Special Footage |  |

| 1. | Face to Face           | AGKY  | Andreas Johansson, Laika Leon, Quark not Dirty |  |
| 2. | Live On                | RUCCA | RAT-0124, DREADSTORE COWBOY                    |  |
| 3. | Live On (Instrumental) |       | RAT-0124, DREADSTORE COWBOY                    |  |

| 1. | Face to Face (PV+making of) |  |